# Héctor Hernández Ezpitia
Héctor Hernández Ezpitia (* 6. März 1973 in Mexiko-Stadt) ist ein ehemaliger mexikanischer Fußballspieler, der sowohl zum Beginn als auch zum Ende seiner Laufbahn als Stürmer eingesetzt wurde und zwischenzeitlich im Mittelfeld agierte. 

## Laufbahn
Hernández Ezpitia begann seine Profikarriere 1992 bei Monarcas Morelia, für die er erstmals am 15. August 1992 in einem Spiel der mexikanischen Primera División zum Einsatz kam und gleich ein Tor zum 2:1-Sieg seiner Mannschaft beim Club Universidad de Guadalajara beisteuerte.
Obwohl er in seinen ersten beiden Spielzeiten für Morelia insgesamt elf Tore erzielte, konnte er sich nicht dauerhaft in der ersten  Mannschaft etablieren und erzielte in der Saison 1994/95 bei auch nur noch acht Einsätzen keinen einzigen Treffer. Auch bei seinen nächsten Erstligastationen CF Pachuca und Cruz Azul erzielte er keinen Treffer, wobei er für Pachuca in der Saison 1996/97 auch nur viermal und bei Cruz Azul im Sommerturnier 1998 nur einmal eingesetzt und ins Mittelfeld beordert wurde. 
Bei seiner nächsten Station Santos Laguna entwickelte Hernández Ezpitia sich wieder zum Stammspieler im Mittelfeld und erzielte zwei Tore.
In der Saison 2003/04 war er mit insgesamt 23 Treffern, die er in der Punktspielrunde und den anschließenden Liguillas für Inter Riviera Maya erzielte, bester mexikanischer Torjäger dieser Zweitligasaison. Der jetzt wieder als Stürmer fungierende Ezpitia ging zusammen mit der Zweitliga-Lizenz des Vereins, die am Ende derselben Saison zur Gründung eines neuen Franchise verwendet wurde, auf die Huracanes de Colima über.